# Gierczyce (województwo małopolskie)
Gierczyce – wieś w Polsce, położona w województwie małopolskim, w powiecie bocheńskim, w gminie Bochnia.
W latach 1975–1998 wieś administracyjnie należała do województwa tarnowskiego.
Wieś w średniowieczu nazywała się Giedczyce, od Gedko, czyli formy zdrobniałej imienia Gedeon. Nazwa w postaci Gierczyce ustaliła się dopiero w II poł. XVI wieku.
W 1595 roku wieś położona w powiecie szczyrzyckim województwa krakowskiego była własnością kasztelana małogoskiego Sebastiana Lubomirskiego.

## Integralne części wsi
| SIMC    | Nazwa     | Rodzaj     |
| ------- | --------- | ---------- |
| 0812258 | Czyżyczka | część wsi  |
| 0999966 | Krupki    | przysiółek |
| 1000002 | Niwa      | przysiółek |
| 1000090 | Święta    | przysiółek |

## Zabytki
Obiekt wpisany do rejestru zabytków nieruchomych województwa małopolskiego.
- cmentarz wojenny nr 336 z I wojny światowej z lat 1915–1916.

### Inne zabytki
- figura św. Jana Nepomucena; przy drodze Gierczyce – Zawada;
- dwór, z pierwszej połowy XIX wieku, adaptowany w latach 1972–1973 na kościół pod wezwaniem Matki Bożej Bolesnej. Budynek został wyburzony w 2009 roku. Na początku XX wieku dwór należał do profesora Uniwersytetu Jagiellońskiego Antoniego Górskiego;
- zabytkowa konna sikawka strażacka z 1912 roku.

Ze szczytu wzniesienia Patria (364 m n.p.m.) widoki na Kraków, Beskid Wyspowy, pasmo Babiej Góry, Pieniny i Tatry.
Grzbietem wzniesienia wiedzie turystyczna trasa rowerowo – piesza Czyżyczka – Berdyczów z panoramą na Las Kolanowski. Przy trasie dąb – pomnik przyrody.